# Bandera de Montesquiu
La bandera oficial de Montesquiu (Osona) té la següent descripció
Bandera apaïsada de proporcions dos d'alt per tres de llarg, groga, amb la domus negra amb tres pals blanc i oberta de l'escut, situada en el centre òptic, a fi i efecte que la figura sigui visible en el cas que el drap es doblegui damunt d'ell mateix.
És la domus de l'indret anomenat Castell de Montesquiu. Els territoris pertanyien a la família Besora, que tenien les armes negres amb tres pals blancs, i que figuren com a esmalts de la domus.
Va ser publicat en el DOGC el 16 de gener de 1991.